# Natação no Campeonato Europeu de Esportes Aquáticos de 2021 - 4x100 m medley masculino
A prova do revezamento 4x100 metros medley masculino da natação no Campeonato Europeu de Esportes Aquáticos de 2021 ocorreu no dia 23 de maio na Arena Danúbio, em Budapeste na Hungria.

## Calendário
| Fase          | Data       | Hora  |
| ------------- | ---------- | ----- |
| Eliminatórias | 23 de maio | 10:45 |
| Final         | 23 de maio | 19:14 |

Todos os horários estão no horário local (UTC+1)

## Recordes
Antes desta competição, os recordes eram os seguintes:
|                       | Nacionalidade  | Tempo   | Local   | Data                |
| --------------------- | -------------- | ------- | ------- | ------------------- |
| Recorde mundial       | Estados Unidos | 3:27.28 | Roma    | 2 de agosto de 2009 |
| Recorde europeu       | Reino Unido    | 3:28.10 | Gwangju | 28 de julho de 2019 |
| Recorde do campeonato | Reino Unido    | 3:30.44 | Glasgow | 9 de agosto de 2018 |

Os seguintes novos recordes foram estabelecidos durante esta competição.
| Data       | Prova | Nadadores                                                                        | Nacionalidade | Tempo   | Recordes              |
| ---------- | ----- | -------------------------------------------------------------------------------- | ------------- | ------- | --------------------- |
| 23 de maio | Final | Luke Greenbank (53.64) Adam Peaty (57.38) James Guy (50.65) Duncan Scott (46.92) | Reino Unido   | 3:28.59 | Recorde do campeonato |

## Medalhistas
| Ouro | Prata | Bronze |
| Reino Unido<brLuke Greenbank · Adam Peaty · James Guy · Duncan Scott · Joe Litchfield* · James Wilby* · Thomas Dean* | Rússia · Kliment Kolesnikov · Kirill Prigoda · Mikhail Vekovishchev · Andrey Minakov · Evgeny Rylov* · Anton Chupkov* · Alexander Kudashev* · Aleksandr Shchegolev* | Itália · Thomas Ceccon · Nicolò Martinenghi · Federico Burdisso · Alessandro Miressi · Alessandro Pinzuti* · Piero Codia* |

*Atletas que competiram apenas nas eliminatórias e receberam medalhas

## Resultados

### Eliminatórias
Esses foram os resultados das eliminatórias.
| Pos. | Bateria | Raia | Nacionalidade | Nadadores | Tempo   | Notas            |
| ---- | ------- | ---- | ------------- | --- | ------- | ---------------- |
| 1    | 2       | 8    | Reino Unido   | Joe Litchfield (54.09) James Wilby (58.90) Duncan Scott (51.43) Thomas Dean (48.06)                                | 3:32.48 | Q                |
| 2    | 2       | 7    | França        | Yohann Ndoye Brouard (52.96) Theo Bussiere (1:00.30) Mehdy Metella (51.26) Maxime Grousset (47.98)                 | 3:32.50 | Q                |
| 3    | 1       | 3    | Itália        | Thomas Ceccon (53.69) Alessandro Pinzuti (59.60) Piero Codia (52.13) Alessandro Miressi (48.05)                    | 3:33.47 | Q                |
| 4    | 1       | 0    | Polónia       | Kacper Stokowski (54.42) Jan Kozakiewicz (1:00.41) Paweł Korzeniowski (51.54) Jakub Kraska (48.16)                 | 3:34.53 | Q                |
| 5    | 1       | 1    | Irlanda       | Shane Ryan (54.11) Darragh Greene (58.98) Brendan Hyland (52.85) Jack McMillan (48.68)                             | 3:34.62 | Q,               |
| 6    | 1       | 9    | Rússia        | Evgeny Rylov (53.44) Anton Chupkov (58.94) Alexander Kudashev (53.49) Aleksandr Shchegolev (48.85)                 | 3:34.72 | Q                |
| 7    | 2       | 0    | Bielorrússia  | Viktar Staselovich (54.92) Ilya Shymanovich (58.20) Yauhen Tsurkin (52.21) Artsiom Machekin (49.54)                | 3:34.87 | Q                |
| 8    | 1       | 4    | Alemanha      | Björn Kammann (55.38) Lucas Matzerath (59.11) Ramon Klenz (52.25) Josha Salchow (48.26)                            | 3:35.00 | Q                |
| 9    | 2       | 3    | Lituânia      | Danas Rapšys (55.14) Andrius Šidlauskas (59.23) Deividas Margevičius (52.29) Simonas Bilis (48.82)                 | 3:35.48 |                  |
| 10   | 2       | 5    | Hungria       | Benedek Kovács (54.78) Tamás Takács (1:01.18) Hubert Kós (52.22) Nándor Németh (47.87)                             | 3:36.05 |                  |
| 11   | 1       | 7    | Suécia        | Gustav Hökfelt (55.29) Erik Persson (59.72) Simon Sjödin (52.28) Isak Eliasson (48.87)                             | 3:36.16 |                  |
| 12   | 1       | 5    | Áustria       | Bernhard Reitshammer (55.12) Christopher Rothbauer (1:01.67) Simon Bucher (51.80) Heiko Gigler (48.03)             | 3:36.62 | Recorde nacional |
| 13   | 2       | 9    | Turquia       | Berke Saka (55.73) Berkay-Ömer Öğretir (58.86) Ümitcan Güreş (52.31) Baturalp Ünlü (49.99)                         | 3:36.89 |                  |
| 14   | 2       | 1    | Grécia        | Apostolos Christou (53.71) Konstantinos Meretsolias (1:00.01) Stefanos Dimitriadis (54.38) Andreas Vazaios (48.96) | 3:37.06 |                  |
| 15   | 2       | 4    | Bulgária      | Kaloyan Levterov (55.89) Lyubomir Epitropov (1:00.13) Josif Miladinov (52.29) Antani Ivanov (49.17)                | 3:37.48 | Recorde nacional |
| 16   | 1       | 8    | Estónia       | Armin Evert Lelle (55.21) Martin Allikvee (1:01.81) Alex Ahtiainen (52.43) Daniel Zaitsev (48.31)                  | 3:37.76 | Recorde nacional |
| 17   | 2       | 2    | Chéquia       | Jan Čejka (54.31) Matěj Zábojník (1:01.84) Jan Šefl (52.30) Adam Hlobeň (49.82)                                    | 3:38.27 |                  |
| 18   | 1       | 2    | Noruega       | Markus Lie (55.68) André Klippenberg Grindheim (1:00.36) Tomoe Zenimoto Hvas (52.98) Nicholas Lia (49.50)          | 3:38.52 | Recorde nacional |
| 19   | 2       | 6    | Eslováquia    | Alex Kušík (58.43) Tomáš Klobučník (1:02.22) Ádám Halás (53.80) Matej Duša (50.17)                                 | 3:44.62 | Recorde nacional |
| 20   | 1       | 6    | Suíça         | Roman Mityukov (54.55) Jeremy Desplanches (1:01.24) Noè Ponti (52.12) Antonio Djakovic                             | DSQ     | DSQ              |

### Final
Esse foi o resultado da final.
| Pos.              | Raia | Nacionalidade | Nadadores                                                                                             | Tempo   | Notas                 |
| ----------------- | ---- | ------------- | --- | ------- | --------------------- |
| Medalha de ouro   | 4    | Reino Unido   | Luke Greenbank (53.64) Adam Peaty (57.38) James Guy (50.65) Duncan Scott (46.92)                      | 3:28.59 | Recorde do campeonato |
| Medalha de prata  | 7    | Rússia        | Kliment Kolesnikov (52.13) Kirill Prigoda (59.02) Mikhail Vekovishchev (50.94) Andrey Minakov (47.41) | 3:29.50 |                       |
| Medalha de bronze | 3    | Itália        | Thomas Ceccon (53.59) Nicolò Martinenghi (57.84) Federico Burdisso (51.29) Alessandro Miressi (47.21) | 3:29.93 | Recorde nacional      |
| 4                 | 6    | Polónia       | Kacper Stokowski (54.18) Jan Kozakiewicz (59.34) Jakub Majerski (51.11) Jakub Kraska (48.19)          | 3:32.82 | Recorde nacional      |
| 5                 | 5    | França        | Yohann Ndoye Brouard (53.22) Théo Bussière (1:00.60) Mehdy Metella (51.46) Maxime Grousset (47.82)    | 3:33.10 |                       |
| 6                 | 1    | Bielorrússia  | Viktar Staselovich (54.75) Ilya Shymanovich (57.84) Yauhen Tsurkin (51.93) Artsiom Machekin (49.68)   | 3:34.20 |                       |
| 7                 | 2    | Irlanda       | Shane Ryan (54.23) Darragh Greene (59.20) Brendan Hyland (53.08) Jack McMillan (48.37)                | 3:34.88 |                       |
| 8                 | 8    | Alemanha      | Björn Kammann (55.42) Lucas Matzerath (58.95) Ramon Klenz (52.09) Josha Salchow (48.81)               | 3:35.27 |                       |

Legenda
| Recorde mundial       | Recorde mundial (World record)               |                       | Recorde africano                      | Recorde africano (African) |                                           | Q | Classificado por posição (Qualified) |
| Recorde do campeonato | Recorde do campeonato (Championship record)  | Recorde da América    | Recorde da América (Americas)         | q                          | Classificado por melhor tempo (Qualified) |   |                                      |
| Melhor marca do ano   | Melhor marca do ano (World leading)          | Recorde asiático      | Recorde asiático (Asian)              | DNS                        | Não largou (Did not start)                |   |                                      |
| Recorde nacional      | Recorde nacional (National record)           | Recorde europeu       | Recorde europeu (European)            | DNF                        | Não terminou (Did not finish)             |   |                                      |
| Recorde pessoal       | Recorde pessoal do atleta (Personal best)    | Recorde da Oceania    | Recorde da Oceania (Oceania)          | DSQ / DQ                   | Desclassificado (Disqualified)            |   |                                      |
| Recorde da temporada  | Recorde da temporada do atleta (Season best) | Recorde sul-americano | Recorde sul-americano (South America) | NM                         | Sem marca (No mark)                       |   |                                      |